# Orra White Hitchcock

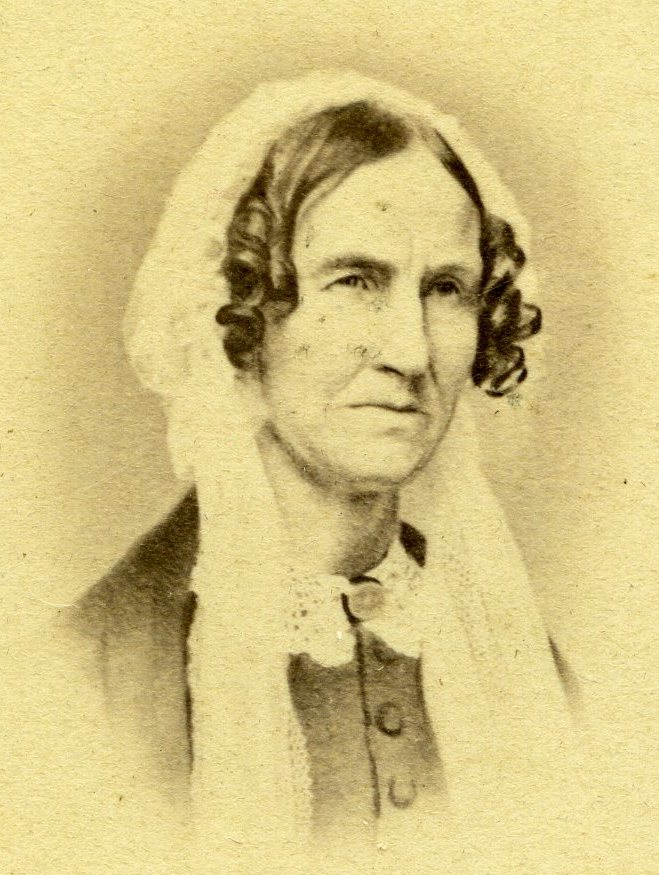
Orra White Hitchcock

Orra White Hitchcock (* März 1796 in Amherst (Massachusetts); † 26. Mai 1863 ebenda) war eine amerikanische Malerin und Botanikerin.
Orra White Hitchcock war die Tochter von Jarib White, einem Bauern in Amherst, Massachusetts. In der Schule glänzte sie in Naturwissenschaften, Kunst, Latein und Griechisch. Im Alter von siebzehn wurde sie Hilfslehrerin für Kunst, Kartographie und Astronomie an der Deerfield Academy. 1821 heiratete sie Edward Hitchcock, den Leiter der Schule. Sie begleitete ihren Mann auf seinen wissenschaftlichen Expeditionen und illustrierte viele seiner Werke. Daneben widmete sie sich der Botanik, wo ihr ihre zeichnerischen Fähigkeiten von großem Nutzen waren.
Sie gilt als eine der ersten amerikanischen weiblichen Künstler. Mit ihrem Mann hatte sie acht Kinder, von denen zwei, Edward Hitchcock jr. (1828–1911) und Charles Henry Hitchcock (1836–1919), ebenfalls wissenschaftlichen Ruhm erlangten.